# MGM Growth Properties
MGM Growth Properties LLC — американский инвестиционный фонд недвижимости, базировавшийся в городе Саммерлин-Саут, штат Невада, занимавшийся инвестициями в крупномасштабные объекты казино. Компания полностью или частично владела 15 объектами недвижимости, все из которых находились в управлении MGM Resorts International. Компания сдавала недвижимость в аренду MGM Resorts по тройной чистой аренде и получала ежегодные платежи в размере 756,7 миллиона долларов. В августе 2021 года Vici Properties приобрела компанию за 17,2 миллиарда долларов.

## История
Компания была создана 23 октября 2015 года, 25 апреля следующего года стала публичной через первичное размещение акций. После этого у MGM Resorts International были приобретены казино Мираж, Мандалай-Бэй, Luxor Las Vegas, New York-New York Hotel and Casino, Monte Carlo Resort and Casino, Excalibur Hotel and Casino, The Park, Gold Strike Tunica, MGM Grand Detroit и Beau Rivage.
1 августа 2016 года компания купила у MGM активы недвижимости, связанные с Borgata Hotel Casino and Spa.
В сентябре 2017 года компания купила за 1,2 млрд долл. MGM National Harbor.
В июле 2018 года MGP купило Northfield Park в штате Огайо за 1,02 млрд долл., управляющим которой остался Hard Rock International. В январе 2019 года компания купила за 625 млн долл. расино Yonkers Raceway & Empire City Casino, которое сдала в аренду MGM Resorts.
В апреле 2019 года MGM Resorts купила операционный бизнес Northfield у MGM Growth за 275 млн долл. акциями, получила упарвление от Hard Rock и переименовала заведение в MGM Northfield Park. MGM Resorts арендовала недвижимость у MGM Growth за первоначальную арендную плату в размере 60 млн долл. в год.
В феврале 2020 года MGP создала совместное предприятие с фондом Blackstone Real Estate Income Trust для владения недвижимостью в Мандалай-Бэй и MGM Grand Las Vegas. Совместное предприятие заплатило 2,1 миллиарда долларов MGP за Mandalay Bay и 2,4 миллиарда долларов MGM Resorts за MGM Grand. MGP приобрела 50,1 процента акций совместного предприятия.
В мае 2021 года MGP согласилась купить недвижимость MGM Springfield у MGM Resorts за 400 млн долл. Недвижимость будет возвращена в аренду MGM Resorts за первоначальную арендную плату в размере 30 миллионов долларов в год.
В августе 2021 года MGP согласилась быть купленной Vici Properties за 17,2 млрд долл. (4,4 млрд долл наличными, 5,7 млрд долл. долга, и остаток в формате акций). Закрытие сделки ожидалось в первой половине 2022 года.

## Активы
- Beau Rivage
- Borgata Hotel Casino and Spa
- Excalibur Hotel and Casino
- Gold Strike Tunica
- Luxor Las Vegas
- Мандалай-Бэй (50,1 % акций)
- MGM Grand Detroit
- MGM Grand Las Vegas (50,1 % акций)
- MGM National Harbor
- MGM Northfield Park
- Мираж
- New York-New York Hotel and Casino
- The Park
- Park MGM
- Yonkers Raceway & Empire City Casino